# عدن رواح (يهر)

تعديل مصدري - تعديل

عدن رواح هي إحدى قرى عزلة يهر بمديرية يهر التابعة لمحافظة لحج، بلغ تعداد سكانها 32 نسمة حسب تعداد اليمن لعام 2004.